# Helmut Schmid
Pour les articles homonymes, voir Helmut Schmidt et Schmid.
 (avril 2025).
Si vous disposez d'ouvrages ou d'articles de référence ou si vous connaissez des sites web de qualité traitant du thème abordé ici, merci de compléter l'article en donnant les références utiles à sa vérifiabilité et en les liant à la section « Notes et références ».
Helmut Schmid, né le 8 avril 1925 à Neu-Ulm et mort le 18 juillet 1992 à Heiligenschwendi, est un acteur allemand.

## Biographie
Le fils de l'acteur Paul Schmid et de la chanteuse d'opéra Helene Schräg ne veut pas dans un premier temps suivre les traces artistiques de son père, qui fut notamment directeur du Tiroler Landestheater Innsbruck. Après l'abitur en 1943, il fait des études de médecine et de droit puis fait son service militaire. Il arrête finalement ses études et prend des cours de théâtre.
En 1945, il fait ses débuts sur scène dans le rôle de Posa de Don Carlos de Schiller au Tiroler Landestheater Innsbruck. Il fait partie de l'ensemble d'Innsbruck jusqu'en 1947 puis a d'autres engagements à Memmingen (1947-1949), Sarrebruck (1949-1952), Wuppertal (1952-1953), Kiel (1953-1954) et au Staatstheater Stuttgart. Schmid incarne d'abord le jeune héros et le garçon dans la nature.
À partir du milieu des années 1950, Schmid, devenu célèbre pour ses films, est souvent dans des rôles principaux tragiques, tels que Le Prince de Hombourg de Heinrich von Kleist.
Malgré de nombreux succès au cinéma et à la télévision, il est souvent sur la scène, notamment à Munich et à Berlin ainsi que dans de nombreuses tournées, où il met en scène à certains moments.
En 1954, Schmid fait ses débuts au cinéma dans la comédie romantique Geliebtes Fräulein Doktor aux côtés d'Edith Mill. Puis suivent des rôles marquant de figuration.
À la télévision, on le voit à la fois dans des adaptations de productions théâtrales ainsi que dans des séries télévisées.
Schmid est marié à l'actrice Liselotte Pulver de 1961 jusqu'à sa mort. Marc-Tell (né en 1962) et Melisande (1968-1989) sont issus du mariage. Deux autres enfants, Michael (né en 1948) et Nina (née en 1958), sont issus d'un mariage précédent.
La santé de Schmid se détériore avec l'âge. Il meurt en 1992 d'une crise cardiaque dans son domicile. Sa tombe se trouve au cimetière de Perroy dans le canton de Vaud sur le lac Léman, où sa fille Melisande est également enterrée.

## Filmographie
- 1954 : Geliebtes Fräulein Doktor
- 1955 : Das heiße Herz (TV)
- 1956 : Das Erbe vom Pruggerhof
- 1956 : Der Verräter (TV)
- 1956 : Heiße Ernte (de)
- 1957 : Der König der Bernina (de)
- 1957 : Alle Wege führen heim (de)
- 1958 : Madeleine et le légionnaire (de)
- 1958 : Rivalen der Manege
- 1958 : Impudeur (de)
- 1958 : Der Mann im Strom
- 1958 : Schwarze Nylons – Heiße Nächte (de)
- 1959 : Ton corps m'appartient
- 1959 : Une fusée vers l'amour (de)
- 1959 : Filles de proie (de)
- 1959 : Der Kaiser von Amerika (TV)
- 1959 : La Femme nue et Satan
- 1959 : Les Mutins du Yorik
- 1960 : Agent double
- 1960 : Sous dix drapeaux
- 1960 : Les Chacals meurent à l'aube
- 1960 : Die Dame ist nicht fürs Feuer (TV)
- 1960 : Gustav Adolfs Page (de)
- 1961 : De quoi tu te mêles, Daniela !
- 1961 : Zwei Krawatten (TV)
- 1961 : … denn das Weib ist schwach
- 1961 : Un, deux, trois
- 1962 : The Bashful Elephant (en)
- 1962 : Der Tod fährt mit (de) (Journey Into Nowhere)
- 1962 : Échec à la brigade criminelle
- 1962 : Les Clés de la citadelle (en)
- 1962 : Kohlhiesels Töchter (de)
- 1964 : Der Satan mit den roten Haaren (de)
- 1964 : Cinq Mille Dollars sur l'as d'Alfonso Balcázar : Jimmy le noir
- 1965 : Das Haus in der Karpfengasse
- 1965 : Sie nannten ihn Gringo
- 1965 : Die Tintenfische – Unterwasserdetektive greifen ein (de) (série télévisée)
- 1966 : Der Regenmacher (TV)
- 1967 : Das Kriminalmuseum – Kaliber 9 (série télévisée)
- 1968 : L'Enfer de la guerre
- 1969 : Pistolen-Jenny (TV)
- 1969 : Luftsprünge (série télévisée)
- 1970 : Les Cavaliers de la route - Leuchtspuren (série télévisée)
- 1970 : Polizeifunk ruft - Leuchtspuren (série télévisée)
- 1970 : Die Baumwollpflücker d’après l’œuvre de B. Traven (série télévisée)
- 1970 : Die Plebejer proben den Aufstand (TV)
- 1970 : Alle Hunde lieben Theobald – Auf Freiersfüssen (série télévisée)
- 1971 : Timo (série télévisée)
- 1972 : Die Pueblo-Affaire (TV)
- 1972 : Notre agent à Salzbourg
- 1972 : Dem Täter auf der Spur – Kein Hafer für Nicolo (série télévisée)
- 1973 : Immobilien (TV)
- 1973 : Ein Fall für Männdli – In Liebe dein K. (série télévisée)
- 1975 : Der Stechlin (de) (TV)
- 1979 : Lemmi und die Schmöker – Ich spucke gegen den Wind (série télévisée)
- 1983 : Die fünfte Jahreszeit – Frieden (série télévisée)
- 1987 : Lauf doch nicht immer weg (TV)